# Kids United
Kids United ist ein französisches Kinder-Gesangsprojekt, das 2015 als Benefizaktion für die UNICEF gegründet wurde. In Frankreich und in der Wallonie kamen sie von 2015 bis 2018 mit jeweils vier Alben auf Platz 1 der Charts und in ihrer Heimat erreichten sie zwei Diamant-Auszeichnungen.

## Hintergrund

### Die ersten Kids
Das Projekt Kids United wurde ins Leben gerufen, um die Aktivitäten des Kinderhilfswerks der Vereinten Nationen UNICEF zu unterstützen. Die Patenschaft übernahmen die französische Sängerin Hélène Ségara und der kanadische Sänger Corneille. Erza Muqoli, Esteban Durand, Gabriel Gros, Gloria Palermo de Blasi, Nilusi Nissanka und Carla Georges wurden für die Gruppe ausgewählt. Die sechs Kinder im Alter zwischen 8 und 15 Jahren waren zuvor bei den Castingshows The Voice Kids, La France a un incroyable talent und L’école des fans aufgetreten.
2015 nahmen sie ein Album auf mit Songs von nationalen und internationalen Interpreten, die in der Vergangenheit in Frankreich erfolgreich gewesen waren. Im Oktober des Jahres erschien vorab On écrit sur les murs, 1990 ein Nummer-4-Hit für den Griechen Demis Roussos. Anfänglich stieg das Lied nur zögerlich in den Charts. Nach der Veröffentlichung des Albums Un monde meilleur (zu deutsch: Eine bessere Welt) stieg das Lied immer weiter und erreichte im Februar mit Platz 3 seine Höchstplatzierung. Bis zum Februar 2017 war es ununterbrochen in den Singles-Top-200 und erhielt für mehr als 230.000 verkaufte Exemplare eine Diamant-Schallplatte. Das Album war ursprünglich auf Platz 9 eingestiegen und stand im Februar und März 2016 insgesamt vier Wochen auf Platz 1. Zwei Jahre, bis Ende 2017, war es in den Charts und bekam Gold. Im französischsprachigen Teil Belgiens und auch in der mehrsprachigen Schweiz kam das Album in die Top 10 der Charts und hielt sich zwei bzw. eineinhalb Jahre in der Hitliste.
Kids United absolvierten daneben Auftritte in ganz Frankreich und auch in Belgien und der Schweiz. Sie füllten auch große Hallen wie das renommierte Olympia und das Zénith, beide in Paris. Carla Georges, die aus Avignon stammt, beteiligte sich wegen des Reiseaufwands nicht mehr an den folgenden Alben, blieb aber der Gruppe in loser Verbindung erhalten. Bereits im Sommer 2016 veröffentlichten die Kids ihr zweites Album Tout le bonheur du monde (zu deutsch: Alles Glück der Welt). Es stieg sofort auf Platz 1 ein und erreichte auch in der belgischen Wallonie die Chartspitze. In Frankreich verkaufte es sich über eine halbe Million Mal, was die zweite Diamant-Auszeichnung bedeutete. Auch in der Schweiz war es mit Erreichen von Platz 2 das erfolgreichste Album der Gruppe. Mit Corneille, dem Rapper Black M und der Sängerin Inaya waren diesmal auch drei erwachsene Musiker an den Songs beteiligt.
Anfang 2017 folgte ein Livealbum, das ebenfalls sehr erfolgreich war, bevor erneut im August das dritte Studioalbum Forever United erschien. Erneut kamen sie in Frankreich und Belgien auf Platz 1 und mit französischem 3-fach-Platin war es annähernd so erfolgreich wie der Vorgänger. Zum ersten Mal kam allerdings kein Albumsong in die Singlecharts. Einige prominente Musiker wie Angélique Kidjo, Youssou N’Dour, Patrick Bruel, Vitaa und Jenifer hatten diesmal mitgewirkt.

### Die neue Generation
2018 kam es zu einem Umbruch. Als Nilusi Nissanka eine Solokarriere starten wollte und ihren Abschied nahm, schlossen sich drei weitere Kids an und beendeten ihr Engagement. Bis auf die Jüngste der Gruppe, Gloria Palermo de Blasi, wechselten alle Mitglieder. Es kamen Dylan Marina, Ilynana Raho-Moussa, Nathan Laface und Valentina Tronel hinzu. Als „neue Generation“ (nouvelle génération) veröffentlichten sie das vierte Kids-United-Album Au bout de nos rêves und konnten damit an die Chartplatzierungen des Vorgängers nahtlos anschließen. Insgesamt ließ der Erfolg aber bereits etwas nach. Als sie im Jahr darauf L’hymne de la vie folgen ließen, kamen sie nur noch in Frankreich in die Top 10, erreichten aber immerhin noch eine Goldene Schallplatte.
2020 gab es kein neues Album mehr, sondern nur noch ein Best-of-Album, das aber nicht auf großes Interesse stieß. Als eine geplante Best-of-Tour wegen der COVID-19-Pandemie ausfiel, wurden die Aktivitäten des Projekts eingestellt.
Ezra Muqoli aus der ersten Besetzung hatte 2019 mit einem Soloalbum ebenfalls länderübergreifend Erfolg. Valentina Tronel aus der neuen Generation gewann solo den Junior Eurovision Song Contest 2020.

## Mitglieder
Erste Besetzung (2015–2017)
- Erza Muqoli
- Esteban Durand
- Gabriel Gros
- Gloria Palermo de Blasi
- Nilusi Nissanka
- Carla Georges (bis 2015)

Nouvelle génération (2018–2020)
- Dylan Marina
- Gloria Palermo de Blasi
- Ilynana Raho-Moussa
- Nathan Laface
- Valentina Tronel

## Diskografie

### Studioalben
| Jahr                | Titel                    | Höchstplatzierung, Gesamtwochen, AuszeichnungChartplatzierungen (Jahr, Titel, Platzierungen, Wochen, Auszeichnungen, Anmerkungen) | Höchstplatzierung, Gesamtwochen, AuszeichnungChartplatzierungen (Jahr, Titel, Platzierungen, Wochen, Auszeichnungen, Anmerkungen) | Höchstplatzierung, Gesamtwochen, AuszeichnungChartplatzierungen (Jahr, Titel, Platzierungen, Wochen, Auszeichnungen, Anmerkungen) | Anmerkungen                             |
| Jahr                | Titel                    | FR | BEW | CH | Anmerkungen                             |
| ------------------- | ------------------------ | --- | --- | --- | --------------------------------------- |
| 2015                | Un monde meilleur        | FR1 Gold · (104 Wo.)FR | BEW2 (104 Wo.)BEW | CH8 (80 Wo.)CH | Erstveröffentlichung: 20. November 2015 |
| 2016                | Tout le bonheur du monde | FR1 Diamant · (105 Wo.)FR | BEW1 (67 Wo.)BEW | CH2 (47 Wo.)CH | Erstveröffentlichung: 19. August 2016   |
| 2017                | Forever United           | FR1 ×3Dreifachplatin · (97 Wo.)FR                                                                                                 | BEW1 (77 Wo.)BEW | CH3 (24 Wo.)CH | Erstveröffentlichung: 18. August 2017   |
| Nouvelle génération |                          | | | |                                         |
|                     |                          | | | |                                         |
| 2018                | Au bout de nos rêves     | FR1 Platin · (81 Wo.)FR | BEW1 (43 Wo.)BEW | CH3 (26 Wo.)CH | Erstveröffentlichung: 17. August 2018   |
| 2019                | L’hymne de la vie        | FR7 Gold · (56 Wo.)FR | BEW24 (27 Wo.)BEW | CH36 (9 Wo.)CH | Erstveröffentlichung: 1. November 2019  |

### Livealben und Kompilationen
| Jahr | Titel                                        | Höchstplatzierung, Gesamtwochen, AuszeichnungChartplatzierungen (Jahr, Titel, Platzierungen, Wochen, Auszeichnungen, Anmerkungen) | Höchstplatzierung, Gesamtwochen, AuszeichnungChartplatzierungen (Jahr, Titel, Platzierungen, Wochen, Auszeichnungen, Anmerkungen) | Höchstplatzierung, Gesamtwochen, AuszeichnungChartplatzierungen (Jahr, Titel, Platzierungen, Wochen, Auszeichnungen, Anmerkungen) | Anmerkungen                                                                                        |
| Jahr | Titel                                        | FR | BEW | CH | Anmerkungen                                                                                        |
| ---- | -------------------------------------------- | --- | --- | --- | -------------------------------------------------------------------------------------------------- |
| 2017 | Le live                                      | FR8 Gold · (44 Wo.)FR | BEW1 (57 Wo.)BEW | CH16 (12 Wo.)CH | Erstveröffentlichung: 17. Februar 2017 Livealbum                                                   |
| 2017 | Un monde meilleur / Tout le bonheur du monde | FR15 Platin · (56 Wo.)FR | — | CH76 (3 Wo.)CH | Erstveröffentlichung: 24. August 2017 Wiederveröffentlichung der beiden ersten Alben als Doppel-CD |
| 2018 | Forever United / Le live                     | FR62 (19 Wo.)FR | — | — | Erstveröffentlichung: 10. August 2018 Wiederveröffentlichung von Album drei und vier als Doppel-CD |
| 2019 | Coffret 4 albums                             | FR131 (8 Wo.)FR | — | — | 4-fach-CD mit den ersten vier Studioalben                                                          |
| 2020 | Best Of                                      | FR51 Gold · (17 Wo.)FR | BEW85 (8 Wo.)BEW | — | Erstveröffentlichung: 23. Oktober 2020                                                             |

### Lieder
| Jahr | Titel Album                                   | Höchstplatzierung, Gesamtwochen, AuszeichnungChartplatzierungen (Jahr, Titel, Album, Platzierungen, Wochen, Auszeichnungen, Anmerkungen) | Höchstplatzierung, Gesamtwochen, AuszeichnungChartplatzierungen (Jahr, Titel, Album, Platzierungen, Wochen, Auszeichnungen, Anmerkungen) | Anmerkungen                                                             |
| Jahr | Titel Album                                   | FR | BEW | Anmerkungen                                                             |
| ---- | --------------------------------------------- | --- | --- | ----------------------------------------------------------------------- |
| 2015 | On écrit sur les murs Un monde meilleur       | FR3 Diamant · (71 Wo.)FR | BEW41 (1 Wo.)BEW | Erstveröffentlichung: 25. September 2015 Original: Demis Roussos (1990) |
| 2015 | Imagine Un monde meilleur                     | FR197 (1 Wo.)FR | — | Original: John Lennon and the Plastic Ono Band (1971)                   |
| 2015 | Last Christmas Un monde meilleur              | FR96 (3 Wo.)FR | — | Original: Wham (1984)                                                   |
| 2016 | Qui a le droit Tout le bonheur du monde       | FR195 (1 Wo.)FR | — | Original: Patrick Bruel (1991)                                          |
| 2016 | Destin Tout le bonheur du monde               | FR58 (8 Wo.)FR | — | Erstveröffentlichung: 17. Juni 2016 Original: Céline Dion (1995)        |
| 2016 | L’oiseau et l’enfant Tout le bonheur du monde | FR58 Gold · (25 Wo.)FR | — | Original: Marie Myriam (1977)                                           |
| 2016 | Tout le bonheur du monde                      | FR91 (10 Wo.)FR | — | mit Inaya Original: Sinsemilia (2004)                                   |

Weitere Lieder
- 2017: Mama Africa (feat. Angélique Kidjo & Youssou N’Dour, FR: Gold)